# Saint-Georges (Gers)
Saint-Georges è un comune francese di 174 abitanti situato nel dipartimento del Gers nella regione dell'Occitania.

## Società

### Evoluzione demografica
Abitanti censiti